# Осока аргунская
Осо́ка аргу́нская (лат. Carex argunensis) — многолетнее травянистое растение, вид рода Осока (Carex) семейства Осоковые (Cyperaceae).

## Ботаническое описание
Растение с утолщёнными ползучими корневищами.
Стебли изогнутые, шероховатые, 10—30 см длиной, одетые у основания каштановыми или охристыми, книзу волокнистыми влагалищами листьев.
Листовые пластинки 2—3 мм шириной, прямые или серповидно изогнутые, но не извилистые, равные стеблю.
Колоски адрогинные, 4—6 мм в диаметре, 1—2(3) см длиной, с хорошо развитой булавовидной, бледно-ржавой тычиночной частью из многочисленных (не менее 30, иногда до 100) цветков и густой пестичной частью с 6—18 мешочками. Чешуи широкообратнояйцевидные, округло-тупые, жёлто-каштановые или ржавые. Мешочки выпукло-трёхгранные, широкоэллиптические, эллиптические или обратнояйцевидные, (2)2,5—3 мм длиной, перепончатые, к основания клиновидно суженные, зрелые прижатые к оси колоска, с неясным жилкованием, с очень коротким цельным носиком, жёлтые или возможно ржавые. Рылец 3. Кроющие чешуи ржаво-светло-коричневые.
Плод с коротким беловатым осевым придатком. Плодоносит в мае.
Вид описан из Восточной Сибири (река Аргунь).

## Распространение
Восточная Сибирь: Становое и Алданское нагорья, верхнее и среднее течения Колымы, западное побережье Байкала, Даурия; Дальний Восток: Охотский и Зее-Буреинский районы; Центральная Азия: Монголия; Восточная Азия: Северо-Восточный Китай.
Растёт на сухих щебнистых склонах, осыпях, приречных песках, в сухих лесах и редколесьях, горной щебнистой тундре; в среднем и верхнем поясах гор.